# WMTW-Sendemast
Der WMTW-Sendemast ist ein 508,1 Meter hoher abgespannter Sendemast zur Verbreitung von UKW und TV-Programmen in Baldwin, Maine, USA. Der WMTV-Sendemast wurde 2001 fertiggestellt und ist Eigentum von Harron Communications.